# Mikołaj Wysocki
Mikołaj Wysocki (ur. 1595, zm. 1650) – teolog kościoła ewangelicko-reformowanego.
Ukończył gimnazjum gdańskie, studiował na uniwersytecie heidelberskim. Po powrocie do kraju był duchownym przy zborze w Siedlcach, następnie seniorem dystryktu podlaskiego.
Wydał agendę: Akt usługi chrztu świętego i świętej Wieczerzy Pańskiej, także akt dawania ślubu małżeńskiego, Lubiecz 1644.